# Van Wert (Iowa)
Van Wert és una població dels Estats Units a l'estat d'Iowa. Segons el cens del 2000 tenia 231 habitants.

## Demografia
Segons el cens del 2000, Van Wert tenia 231 habitants, 103 habitatges, i 64 famílies. La densitat de població era de 270,3 habitants/km².
Dels 103 habitatges en un 26,2% hi vivien nens de menys de 18 anys, en un 55,3% hi vivien parelles casades, en un 4,9% dones solteres, i en un 36,9% no eren unitats familiars. En el 33% dels habitatges hi vivien persones soles l'11,7% de les quals corresponia a persones de 65 anys o més que vivien soles. El nombre mitjà de persones vivint en cada habitatge era de 2,24 i el nombre mitjà de persones que vivien en cada família era de 2,85.
Per edats la població es repartia de la següent manera: un 22,1% tenia menys de 18 anys, un 10,8% entre 18 i 24, un 25,1% entre 25 i 44, un 26,8% de 45 a 60 i un 15,2% 65 anys o més.
L'edat mediana era de 41 anys. Per cada 100 dones de 18 o més anys hi havia 93,5 homes.
La renda mediana per habitatge era de 34.375 $ i la renda mediana per família de 44.375 $. Els homes tenien una renda mediana de 26.000 $ mentre que les dones 18.194 $. La renda per capita de la població era de 16.564 $. Entorn del 4,2% de les famílies i el 5,6% de la població estaven per davall del llindar de pobresa.

## Poblacions més properes
El següent diagrama mostra les poblacions més properes.